# Будівля Сімферопольської міської Думи і Управи
Будівля Сімферопольської міської Думи і Управи, споруда XIX ст. — будівля в Сімферополі, пам'ятка культурної спадщини України UA-01-101-0187, 4610-АР. Наказ МКтаТ України від 24.09.2008 № 1001/0/16-08.

## Опис
Розташування: вул. Пушкіна, 1 / вул. Олександра Невського, 2, літ. В, Г-вул. Пушкіна, 3 / вул. К. Маркса, 11, літер «А», «А1».
Побудована у 1871 році. Тут розміщувалася міська влада — дума та управа, а також сирітський суд, міський громадський банк та редакція газети «Крим».
З 1973 року частину будівлі займає Республіканська організація «Кримська філармонія».
10 серпня 2021 року частина будівлі обвалилася. Місцеві жителі повідомляють, що раніше там відбувалися ремонтні роботи.